# Foreign Affairs (журнал)
Foreign Affairs — американський журнал про міжнародні відносини та зовнішню політику США, що видається Радою з міжнародних відносин, заснований у 1922 році. Друкований журнал виходить кожні два місяці. Вважається одним із найвпливовіших зовнішньополітичних журналів США. За свою довгу історію журнал опублікував низку епохальних статтей, включаючи "X Article" Джорджа Кеннана, опубліковану в 1947 році, та "Зіткнення цивілізацій" Семюела  Гантінгтона, опубліковану в 1993 році. На сторінках журналу також регулярно з’являються науковців та державних службовців США.

## Історія
Журнал виходить з 1922 року. Основоположником і першим редактором до 1927 року був Арчибальд Кері Кулідж.
У 2009 році журнал запустив вебсайт ForeignAffairs.com. 

## Вплив
За даними Journal Citation Reports, у 2014 році коефіцієнт впливу Foreign Affairs становив 2,009, займаючи 6 місце з 85 журналів у категорії «Міжнародні відносини».